# Steve Twellman
Steve Twellman (Saint Louis, 14 dicembre 1949) è un ex calciatore statunitense, di ruolo difensore.
Il nipote Taylor Twellman è divenuto anch'egli calciatore professionista, militando nel campionato tedesco e nella MLS, oltre che vestire la maglia della nazionale statunitense in trenta occasioni.

## Carriera
Formatosi nella rappresentativa calcistica della Michigan State University, nel 1972 viene ingaggiato dalla franchigia della North American Soccer League degli Atlanta Chiefs, con cui otterrà nella stagione d'esordio il terzo posto nella Southern Division, non riuscendo ad accedere con i suoi alla fase finale del torneo.
Nella stagione seguente, sotto la nuova denominazione di Atlanta Apollos, Twellman con la sua squadra ottenne il terzo ed ultimo posto nella Southern Division, non riuscendo ad accedere alla fase finale del torneo.
Nella stagione 1974 venne ingaggiato dai Boston Minutemen, con cui vinse la Northern Division. Con i Minutemen la corsa al titolo nordamericano fu interrotta alle semifinali, perse contro i futuri campioni dei L.A. Aztecs.